# The English Madrigalists
The English Madrigalists („Die englischen Madrigalisten“) ist eine umfassende Veröffentlichung zum Madrigalschaffen im Elisabethanischen Zeitalter.
Die Reihe wurde von Edmund H. Fellowes herausgegeben, umfasst ursprünglich 36 Bände und erschien in London von 1913 bis 1924. In neuerer Zeit erschien eine von Thurston Dart revidierte Ausgabe. Die Reihe wurde in neuerer Zeit fortgesetzt.
Zu den bekanntesten englischen Madrigalisten zählen die Komponisten John Dowland (1563–1626), Thomas Morley (1558–1602), Francis Pilkington (ca. 1570–1638), William Byrd (1543–1623), Orlando Gibbons (1583–1625) und Thomas Weelkes (1576–1623). 

## Inhaltsübersicht
- 1 Morley: Canzonets to Two and Three Voices (1595/1593)
- 2 Morley: Madrigals to Four Voices (1594)
- 3 Morley: Canzonets to Five and Six Voices (1597)
- 4 Morley: First Book of Balletts to Five Voices (1595/1600)
- 5 Gibbons: Madrigals and Motets for Five Parts (1612)
- 6 Wilbye: First Set of Madrigals (1598)
- 7 Wilbye: Second Set of Madrigals (1609)
- 8 Farmer: Madrigals for Four Voices (1599)
- 9 Weelkes: Madrigals to Three, Four, Five and Six Voyces (1597)
- 10 Weelkes: Balletts and Madrigals to Five Voices (1598/1608)
- 11 Weelkes: Madrigals to Five and Six Parts (1600)
- 13 Weelkes: Airs or Fantastic Spirits to Three Voices (1608)
- 14 William Byrd. Psalms, sonnets, and songs of sadness and piety to five parts (1588)
- 15 William Byrd. Songs of sundry natures to 3.4.5. and 6. parts (1589. Reprint 1610)
- 16 William Byrd. Psalms, songs and sonnets some solemn others joyful to 3.4.5. and 6. parts. (1611).
- 17 Lichfild: First Set of Madrigals of Five Parts (1613)
- 18 Tomkins: Songs of Three, Four, Five and Six Parts (1622)
- 19 Ward: First Set of Madrigals (1613)
- 20 Farnaby: Canzonets to Foure Voyces (1598)
- 21 Bateson: First Set of Madrigals (1604)
- 22 Bateson: Second Set of Madrigals (1618)
- 23 Bennet: Madrigals for Four Voices (1599)
- 24 Kirbye: First Set of English Madrigals (1597)
- 25 Pilkington: First Set of Madrigals (1613)
- 26 Pilkington: Second Set of Madrigals (1624)
- 27: Carlton: Madrigals to Five Voices (1601)
- 28 Youll: Canzonets to Three Voices (1608)
- 29 East: Madrigals to Three, Four and Five Parts (1604)
- 30 East: Second Set of Madrigals (1606)
- 31A East: Third Set of Books (1610)
- 31B: East: Fourth Set of Books (1618)
- 32 collected Thomas Morley (1601). The Triumphs of Oriana
- 33 Alison: An Hour’s Recreation in Musicke (1606)
- 34 Vautor: Songs of Divers Airs and Natures (1619)
- 35A Jones: First Set of Madrigals (1607)
- 35B Mundy: Songs and Psalms (1594)
- 36 Madrigals by Michael Cavendish, Thomas Greaves, William Holborne and Richard Edwards
- 37 Nicolson: Collected Madrigals (c. 1600)
- 38 Ward: Madrigals and Elegies from Manuscript Sources
- 39 Kirbye: Madrigals from Manuscript Sources
- 40 Amner: Sacred Hymnes of Three, Four, Five and Six Parts (1615)
- 41 Croce: Musica Sacra (1608)
- 42 Yonge: Musica Transalpina (1588)